# Dysdera castillonensis
Dysdera castillonensis es una especie de arañas araneomorfas de la familia Dysderidae.

## Distribución geográfica
Es endémica del este de la península ibérica (España).